# Чемпіонат СРСР з футболу 1974: шоста зона другої ліги
Чемпіонат УРСР з футболу 1974 — 4-й турнір серед команд української зони другої ліги. Тривав з 6 квітня по 1 листопада 1974 року.

## Огляд
Першість розпочалася за новою формулою, якщо матч завершувався нульовою нічиєю — команди пробивали по п'ять одинадцятиметрових ударів. Якщо і серія пенальті завершувалася внічию — обидві команди отримували по одному очку. 8-го травня це положення відмінили, але без змін у турнірній таблиці. «Фрунзенець» з Сум не дорахувався одного очка і залишився без срібних медалей.
Чемпіоном УРСР став миколаївський «Суднобудівник» (старший тренер — Євген Лемешко). Срібні і бронзові нагороди отримали відповідно харківський «Металіст» (протягом сезону клуб очолювали Микола Корольов і Віталій Зуб) та криворізький «Кривбас» (старший тренер — Анатолій Зубрицький).
У першості було забито 837 м'ячів в 380 зустрічах. Це в середньому 2,2 на гру. Перемогу в суперечці бомбардирів ліги здобув Валентин Дзіоба (СК «Чернігів») — 18 забитих м'ячів. На два голи менше забили четверо гравців: Валерій Жилін («Фрунзенець»), Анатолій Шидловський (вінницький «Локомотив»), Микола Русин («Говерла») і Валерій Кильдяков («Граніт»).

## Підсумкова таблиця
| Місце | Команда                    | В  | Н  | П  | М'ячі | О  |
| ----- | -------------------------- | -- | -- | -- | ----- | -- |
| 1     | «Суднобудівник» (Миколаїв) | 19 | 17 | 2  | 47—18 | 55 |
| 2     | «Металіст» (Харків)        | 15 | 15 | 8  | 63—42 | 45 |
| 3     | «Кривбас» (Кривий Ріг)     | 15 | 14 | 9  | 47—33 | 44 |
| 4     | «Фрунзенець» (Суми)        | 18 | 8  | 12 | 54—41 | 44 |
| 5     | «Говерла» (Ужгород)        | 16 | 12 | 10 | 45—38 | 44 |
| 6     | СК «Чернігів»              | 17 | 9  | 12 | 63—46 | 43 |
| 7     | «Локомотив» (Вінниця)      | 14 | 14 | 10 | 48—33 | 42 |
| 8     | «Автомобіліст» (Житомир)   | 15 | 11 | 12 | 50—39 | 41 |
| 9     | СК «Луцьк»                 | 14 | 12 | 12 | 33—31 | 40 |
| 10    | «Локомотив» (Херсон)       | 13 | 13 | 12 | 49—48 | 39 |
| 11    | к-да м. Тирасполь          | 9  | 21 | 8  | 40—40 | 39 |
| 12    | «Буковина» (Чернівці)      | 14 | 10 | 14 | 51—45 | 38 |
| 13    | «Авангард» (Севастополь)   | 14 | 9  | 15 | 46—47 | 37 |
| 14    | «Динамо» (Хмельницький)    | 11 | 14 | 13 | 32—38 | 36 |
| 15    | «Колос» (Полтава)          | 9  | 17 | 12 | 25—29 | 35 |
| 16    | «Граніт» (Черкаси)         | 9  | 16 | 13 | 32—49 | 34 |
| 17    | «Зірка» (Кіровоград)       | 11 | 9  | 18 | 34—46 | 31 |
| 18    | «Авангард» (Рівне)         | 12 | 6  | 20 | 33—52 | 30 |
| 19    | «Будівельник» (Тернопіль)  | 8  | 10 | 20 | 31—49 | 26 |
| 20    | «Харчовик» (Бендери)       | 5  | 6  | 27 | 14—73 | 16 |

## Результати
```
                1   2   3   4   5   6   7   8   9   10  11  12  13  14  15  16  17  18  19  20 
1.Суднобудівник xxx 2-2 1-1 1-1 2-1 1-0 1-0 2-1 1-0 1-0 3-0 2-0 0-0 2-0 3-0 2-0 1-1 2-0 2-1 3-0  
2.Металіст      0-0 xxx 1-1 -:+ 5-0 2-0 1-1 1-3 1-1 4-0 2-2 1-1 2-1 3-1 2-1 4-1 1-0 3-3 3-2 2-0  
3.Фрунзенець    0-0 3-1 xxx 1-2 3-2 2-1 1-1 2-1 0-2 5-2 1-1 2-1 2-1 2-0 1-0 2-1 2-0 2-0 1-0 3-0  
4.Кривбас       2-1 2-1 4-1 xxx 1-0 2-2 1-1 3-0 0-1 0-0 0-0 4-1 2-0 0-1 0-0 1-0 2-0 3-0 4-3 1-0  
5.Говерла       0-0 2-1 3-0 1-1 xxx 1-0 1-0 1-1 1-1 2-0 1-1 0-0 2-1 2-0 2-1 3-0 1-0 4-2 2-1 3-2  
6.Чернігів      0-1 2-2 1-0 2-1 0-0 xxx 3-2 3-2 2-1 5-2 1-1 2-1 3-2 1-1 2-2 3-1 3-1 2-0 4-0 7-0  
7.Локомотив (В) 0-0 2-0 1-2 5-3 0-0 4-1 xxx 1-0 3-1 2-1 1-1 1-0 3-0 2-2 1-0 2-2 1-0 0-1 3-1 1-0  
8.Автомобіліст  1-0 2-2 0-0 0-0 6-2 2-0 0-4 xxx 0-0 1-0 3-1 1-1 2-2 0-0 0-0 4-1 2-0 2-0 2-0 3-0  
9.Луцьк         1-1 1-1 1-0 1-0 0-0 1-0 1-0 1-0 xxx 1-1 1-1 2-0 1-2 2-1 1-0 0-1 1-0 2-1 0-0 2-0  
10.Локомотив (Х)2-2 2-1 1-1 2-2 3-0 2-1 2-1 0-2 2-0 xxx 0-0 1-1 0-2 1-0 0-0 4-0 3-1 1-0 0-0 4-0  
11.Тирасполь    1-2 1-1 0-1 0-0 0-0 2-2 1-0 0-2 3-1 2-2 xxx 1-1 2-0 1-0 2-1 0-0 1-1 4-0 2-1 2-0  
12.Буковина     0-0 0-1 3-2 2-1 1-0 3-2 2-1 1-0 1-0 4-0 6-2 xxx 3-0 3-1 0-0 0-2 1-1 3-1 2-1 5-0  
13.Авангард (С) 1-1 2-1 1-0 0-1 0-3 1-0 0-0 2-1 3-1 0-0 2-1 4-1 xxx 0-0 0-0 4-1 0-1 3-0 3-1 1-0  
14.Динамо       0-1 1-1 2-1 1-0 0-0 1-1 1-0 0-1 0-0 1-2 0-0 3-1 2-2 xxx 0-0 0-0 2-2 2-1 2-1 2-0  
15.Колос        0-0 1-3 0-0 1-1 2-0 0-0 1-1 3-1 1-0 0-1 1-0 0-0 1-0 1-0 xxx 1-1 0-0 1-1 1-0 2-0  
16.Граніт       1-1 0-0 1-1 0-0 2-1 0-2 1-1 1-1 1-3 1-1 1-1 2-1 2-1 0-1 0-0 xxx 1-0 0-0 1-0 2-0  
17.Зірка        1-1 0-3 1-4 1-1 0-0 0-1 0-1 2-1 1-0 2-0 0-1 2-1 3-1 2-0 3-1 1-1 xxx 1-0 0-1 1-0  
18.Авангард (Р) 0-2 0-0 3-0 1-0 0-1 1-2 0-0 3-1 1-0 2-1 2-2 1-0 1-0 1-2 0-1 2-1 2-1 xxx 1-0 2-0  
19.Будівельник  0-2 0-2 1-0 1-0 1-0 1-0 0-0 0-0 0-0 1-1 0-0 0-0 2-2 1-2 1-0 1-1 3-4 2-0 xxx 3-0  
20.Харчовик     0-0 1-2 0-4 1-1 0-3 0-2 1-1 0-1 1-1 0-5 0-0 1-0 1-2 0-0 2-1 0-1 1-0 1-0 2-0 xxx 
```

## Бомбардири
Найкращі голеадори чемпіонату УРСР:
| Футболіст            | Команда                    | Голи |
| -------------------- | -------------------------- | ---- |
| Валентин Дзіоба      | СК «Чернігів»              | 18   |
| Валерій Жилін        | «Фрунзенець» (Суми)        | 16   |
| Анатолій Шидловський | «Локомотив» (Вінниця)      | 16   |
| Микола Русин         | «Говерла» (Ужгород)        | 16   |
| Валерій Кильдяков    | «Граніт» (Черкаси)         | 16   |
| Олександр Муха       | «Авангард» (Севастополь)   | 14   |
| Янош Габовда         | «Буковина» (Чернівці)      | 14   |
| Йосип Бордаш         | «Металіст» (Харків)        | 13   |
| Олександр Мартиненко | СК «Луцьк»                 | 13   |
| Юрій Цимбалюк        | «Металіст» (Харків)        | 12   |
| Олег Чумак           | «Кривбас» (Кривий Ріг)     | 11   |
| Віктор Клочко        | СК «Чернігів»              | 11   |
| Павло Богодєлов      | «Локомотив» (Вінниця)      | 11   |
| Руслан Суанов        | «Суднобудівник» (Миколаїв) | 10   |
| Володимир Воронюк    | «Буковина» (Чернівці)      | 10   |

## Призери
| 1. «Суднобудівник» |
| Воротарі: Іван Балан, Віктор Турпак. Захисники: Юрій Бойко, Григорій Іщенко, Сергій Круликовський, Анатолій Єремєєв, Михайло Сарабін, Олександр Чунихін. Півзахисники: Олександр Авер'янов, Олександр Горбик, Володимир Булгаков, Владилен Науменко, Роман Давид, Анатолій Оленєв. Нападники: Руслан Суанов, Іван Шопа, Євген Даннекер, Павло Ніколаєс, Сергій Жайворонок. Старший тренер — Євген Лемешко, начальник команди — Яків Борисов, тренер — Анатолій Норов. |
| 2. «Металіст» |
| Воротарі: Олександр Сивак (22), Олексій Житник (15), Віктор Грушко (8), Віктор Удовенко (8). Захисники: Олександр Поллак (29), Олександр Лаптєв (27), Олександр Лисенко (26, 2), Геннадій Курганов (25), Олександр Косолапов (24), Олексій Більдюк (23, 2), Степан Данилюк (16, 1), Сергій Корякін (14), Валентин Медведєв (14), Роман Журавський (5). Півзахисники: Йосип Бордаш (44, 13), Роман Покора (37, 8), Василь Тимашевич (33, 3), Олег Крамаренко (30, 8), Володимир Харчук (25, 1), Анатолій Майборода (20, 4), Микола Коновалов (18, 2), Петро Бахуринський (11, 2), Віктор Шаленко (5), Олександр Маловичко (1). Нападники: Юрій Цимбалюк (45, 12), Анатолій Демченко (27, 8), Олександр Борисенко (22, 1), Сергій Малько (18, 4), Віктор Беспалько (18, 2), Роман Шпондарунок (11, 2), Євген Торопов (10), Сергій Зінченко (9, 1). Старші тренери — Микола Корольов (до 22 тура) і Віталій Зуб (з 22 тура), начальник команди — Віктор Роденко, тренери — Станіслав Костюк, Аркадій Рабінович. |
| 3. «Кривбас» |
| Воротарі: Анатолій Ісаков (35, 30п), Валерій Амосов (6, 5п), В'ячеслав Дудник (4, 3п). Захисники: Анатолій Біда (41, 1), Сергій Займалін (36), Юрій Новиков (34), Іван Махно (32, 1), Геннадій Щербаков (24), Володимир Іващенко (23), Олександр Климович (5). Півзахисники: Юрій Мишін (41, 6), Павло Басов (31, 6), Віктор Паламарчук (30, 1), Анатолій Сизов (25, 1), Сергій Плигун (21, 1), Олександр Кошталенко (16, 3), Сергій Чебаненко (12, 2), Віктор Колодін (10), Анатолій Биткін (7). Нападники: Олег Чумак (41, 11), Анатолій Лисаковський (20, 3), Олег Усов (17, 3), Олександр Котов (14, 3), Сергій Волкобой (11, 1), Владислав Іщенко (10, 4), Микола Ткаченко (10, 1), Олександр Грабовський (5, 1). Старший тренер — Анатолій Зубрицький, начальник команди — Анатолій Азаренков, тренери — Євген Мороз, Валентин Новиков. |

## Відбір до першої ліги

### Група 1
Турнір проходив у місті Грозний.
| М  | Команда                               | І | В | Н | П | М   | О |
| -- | ------------------------------------- | - | - | - | - | --- | - |
| 1. | «Терек» (Грозний)                     | 5 | 3 | 2 | 0 | 8:4 | 8 |
| 2. | «Янгієр» (Янгієр)                     | 5 | 2 | 3 | 0 | 5:2 | 7 |
| 3. | «Дила» (Горі)                         | 5 | 2 | 1 | 2 | 4:5 | 5 |
| 4. | «Вулкан» (Петропавловськ-Камчатський) | 5 | 1 | 2 | 2 | 4:6 | 4 |
| 5. | «Волга» (Горький)                     | 5 | 1 | 1 | 3 | 4:6 | 3 |
| 6. | «Суднобудівник» (Миколаїв)            | 5 | 1 | 1 | 3 | 4:6 | 3 |

### Група 2
Турнір проходив у місті Харкові.
| М  | Команда              | І | В | Н | П | М   | О |
| -- | -------------------- | - | - | - | - | --- | - |
| 1. | «Металіст» (Харків)  | 5 | 3 | 1 | 1 | 6:2 | 7 |
| 2. | «Шахтар» (Караганда) | 5 | 3 | 1 | 1 | 6:3 | 7 |
| 3. | «Торпедо» (Владимир) | 5 | 3 | 1 | 1 | 8:8 | 7 |
| 4. | «Даугава» (Рига)     | 5 | 0 | 4 | 1 | 1:2 | 4 |
| 5. | «Динамо» (Барнаул)   | 5 | 1 | 1 | 3 | 4:6 | 3 |
| 6. | «Авангард» (Курськ)  | 5 | 0 | 2 | 3 | 4:8 | 2 |

### Група 3
Турнір проходив у місті Фрунзе.
| М  | Команда                | І | В | Н | П | М    | О |
| -- | ---------------------- | - | - | - | - | ---- | - |
| 1. | «Алга» (Фрунзе)        | 5 | 4 | 1 | 0 | 14:3 | 9 |
| 2. | «Рубін» (Казань)       | 5 | 3 | 0 | 2 | 7:7  | 6 |
| 3. | «Амур» (Благовещенськ) | 5 | 2 | 1 | 2 | 8:7  | 5 |
| 4. | «Динамо» (Ленінград)   | 5 | 2 | 0 | 3 | 6:8  | 4 |
| 5. | «Кривбас» (Кривий Ріг) | 5 | 0 | 3 | 2 | 3:5  | 3 |
| 6. | «Динамо» (Батумі)      | 5 | 1 | 1 | 3 | 6:14 | 3 |

### Фінал
| М  | Команда              | І | В | Н | П | М    | О |
| -- | -------------------- | - | - | - | - | ---- | - |
| 1. | «Алга» (Фрунзе)      | 5 | 2 | 3 | 0 | 3:1  | 7 |
| 2. | «Рубін» (Казань)     | 5 | 2 | 2 | 1 | 9:6  | 6 |
| 3. | «Металіст» (Харків)  | 5 | 2 | 2 | 1 | 7:5  | 6 |
| 4. | «Терек» (Грозний)    | 5 | 2 | 1 | 2 | 9:6  | 5 |
| 5. | «Шахтар» (Караганда) | 5 | 1 | 1 | 3 | 4:8  | 3 |
| 6. | «Янгієр» (Янгієр)    | 5 | 0 | 3 | 2 | 4:10 | 3 |

## Фінальний турнір КФК
Фінальна частина чемпіонату УРСР серед колективів фізичної культури проходила в Жданові. Перемогу здобув місцевий «Локомотив».
| М  | Команда                 | І | В | Н | П | М    | О |
| -- | ----------------------- | - | - | - | - | ---- | - |
| 1. | «Локомотив» (Жданов)    | 5 | 3 | 2 | 0 | 5:2  | 8 |
| 2. | «Колос» (Нікополь)      | 5 | 3 | 1 | 1 | 9:2  | 7 |
| 3. | «Сокіл» (Львів)         | 5 | 1 | 4 | 0 | 5:3  | 6 |
| 4. | СКА (Львів)             | 5 | 1 | 3 | 1 | 6:6  | 4 |
| 5. | «Більшовик» (Київ)      | 5 | 1 | 1 | 3 | 4:7  | 3 |
| 6. | «Блюмінг» (Краматорськ) | 5 | 0 | 1 | 4 | 3:12 | 1 |